# Bellingham (Washington)
Bellingham és una població dels Estats Units i seu del comtat de Whatcom a l'estat de Washington. Segons el cens de l'1 de juliol del 2009 tenia 80.055 habitants.

## Demografia
Segons el cens del 2000, Bellingham tenia 67.171 habitants, 27.999 habitatges, i 13.999 famílies. La densitat de població era de 1.011,5 habitants per km².
Dels 27.999 habitatges en un 23,1% hi vivien nens de menys de 18 anys, en un 37,5% hi vivien parelles casades, en un 9,2% dones solteres, i en un 50% no eren unitats familiars. En el 33% dels habitatges hi vivien persones soles el 10,3% de les quals corresponia a persones de 65 anys o més que vivien soles. El nombre mitjà de persones vivint en cada habitatge era de 2,24 i el nombre mitjà de persones que vivien en cada família era de 2,83.
Per edats la població es repartia de la següent manera: un 17,7% tenia menys de 18 anys, un 23,8% entre 18 i 24, un 26,5% entre 25 i 44, un 19,6% de 45 a 60 i un 12,4% 65 anys o més.
L'edat mediana era de 30 anys. Per cada 100 dones de 18 o més anys hi havia 90,6 homes.
La renda mediana per habitatge era de 32.530 $ i la renda mediana per família de 47.196 $. Els homes tenien una renda mediana de 35.288 $ mentre que les dones 25.971 $. La renda per capita de la població era de 19.483 $. Aproximadament el 9,4% de les famílies i el 20,6% de la població estaven per davall del llindar de pobresa.

## Poblacions més properes
El següent diagrama mostra les poblacions més properes.